# 德哈维兰虎蛾机
德哈维兰虎蛾机（又称德哈维兰DH 82虎蛾机）是一架设计于1930年代的双翼机，设计师为杰弗里·德哈维兰，被英國皇家空军和英國皇家海軍以至民用飛行學校作为主要的教练机。

## 基本資料
- 機長:7.3米
- 翼展:9米
- 機高:2.68米
- 空重:505公斤
- 最重:827公斤
- 翼面積:22.2平方米
- 最快時速:175公里/小時
- 航程:480公里
- 昇限:4,150米
- 發動機:風冷式吉普賽主一型倒立4氣缸(130匹馬力)
- 武裝:可掛上8個9公斤炸彈
- 乘員:2人

## 研發簡史和設計特點
此機是德哈維蘭公司在DH 60蛾式民用教練機發展而來的軍用教練機，1931年10月26日，德哈维兰公司主测试飞行员赫伯特·伯德首次试飞德哈维兰虎蛾机成功並投產。
虎蛾式是典型的雙翼機設計，上下機翼除了用張線鋼纜連接外還用了4條木製支柱，油箱在上機翼中央位置之內，為了方便前座人員進出機艙和跳傘逃生，上機翼往前移56厘米並且在中央位置往內凹，為了防止因上機翼前移而影響機身重心，機翼採用後掠翼設計並且有上反角以免機尖撞到地面，機頭的發動機艙向下斜以免阻礙正前方向下的視線。
作為教練機，虎蛾有著良好的穩定性和操縱性，飛行員形容虎蛾機為即使閉著眼睛都可安全駕駛，這對新手飛行員而言是絕對必要的飛行指標，因此虎蛾機能成為20世紀30至50年代，大多數英國和英聯邦飛行員第一種飛上天的飛機。

## 主要型號
- DH 60T

初期型
- DH 82A

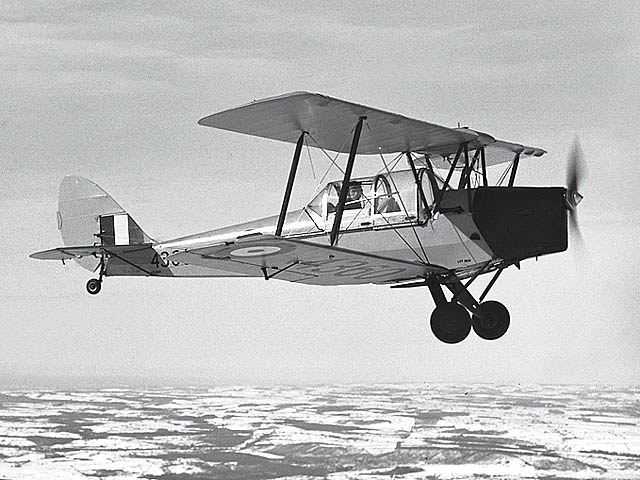
DH 82C寒帶型

又名虎蛾二型，換用吉普賽主式一型130匹馬力發動機和用層板代替後段機身的帆布
- DH 82C

寒帶型，外觀方面改為封閉式座艙（加上擋風玻璃艙蓋），改用吉普賽主式145匹馬力發動機或美國曼尼司克海盜式D4型132匹馬力發動機
- PT-24

由美國人生產的DH 82C
- DH 82B蜂后

遙控無人靶機，用作空對空和地對空射擊訓練，除了機身為木製之外其餘和DH 82A相同

## 使用
在第二次世界大戰的歐戰爆發後，德哈維蘭為了優先生產蚊式轟炸機而受權英利司汽車製造廠生產，之後也受權加拿大和澳洲等國生產，虎蛾機成為大多數後英國皇家空軍和皇家海軍的飛行員以至很多盟軍飛行員在駕駛戰鬥機或轟炸機之前的入門機，由於虎蛾為雙座機，故除了飛行訓練，也可以作為偵察機和在其後座放上通訊設備，英國遠征軍在1940年的法國戰伇時就以虎蛾作為通訊聯絡機，敦克爾克大撤退後為防德軍入侵而把虎蛾作為海上巡邏機，由於虎蛾機本身已可掛上8個9公斤炸彈，故也曾嘗試作為攻擊機但最終都無用於實戰，而在太平洋戰區，虎蛾機也在後座運送擔架作為戰場救護機。
二戰後虎蛾机在英國皇家空军一直服役到1952年才被德哈维兰花栗鼠机替代，英國皇家空軍和皇家海軍的飛行員可以用低價把虎蛾機買回家作為娛樂或農業用機，故许多剩余的飞机被用于民用。
许多其他国家将虎蛾机用于军用和民用，至今在许多国家作为休闲飞机广泛使用。如今，偶尔作为训练机使用，特别是对于那些在换到其他机型之前想获得经验的飞机员。德哈维兰虎蛾机俱乐部成立于1975年，是一个高度组织的机构，为虎蛾机爱好者提供技术支持。

### 中華民國使用記錄
1931年6月寧粵對立，張惠長任粵方空軍總司令時，向英商安諾德洋行訂購裝有機槍及偵察照相機之DH 82輕偵察機一批，首架示範機係在1932年4月間抵穗，第二批3架於1933年元月間到達時，張氏已去職，飛機則由廣東空軍接收服役。

## 使用國家

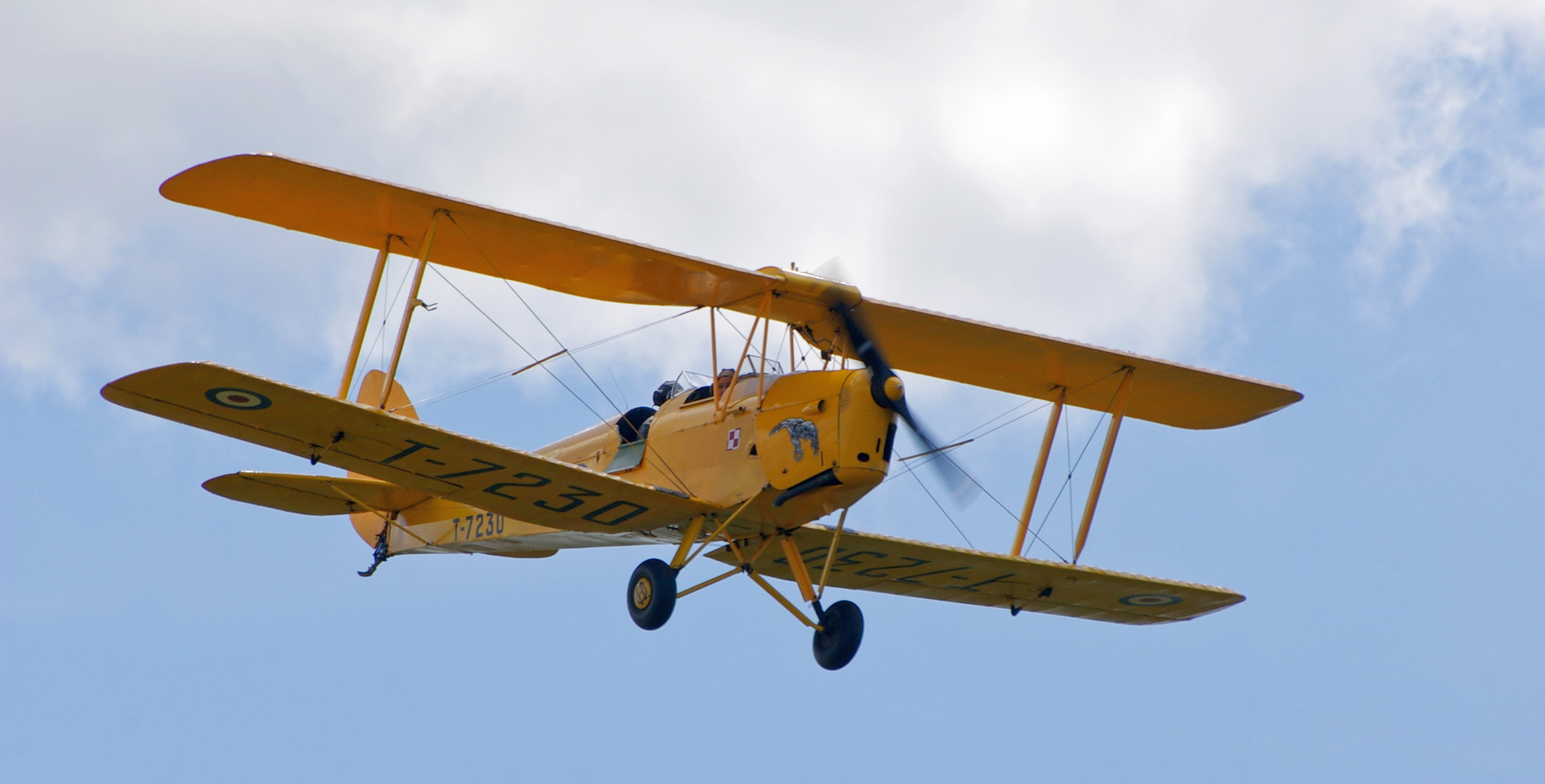
英國皇家空軍虎蛾機

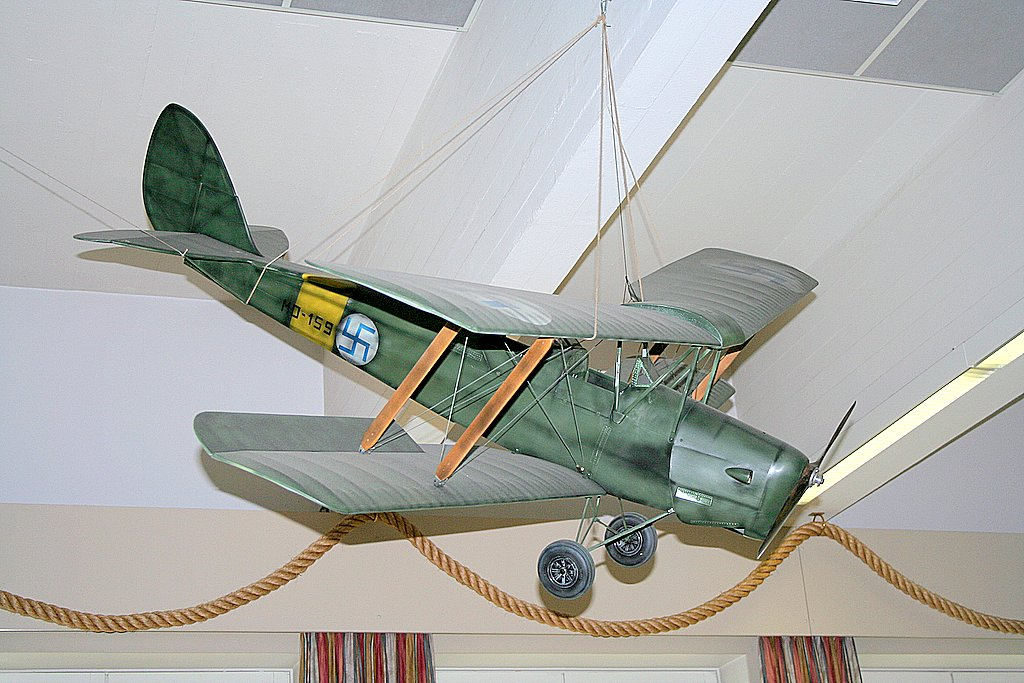
芬蘭空軍的虎蛾機模型

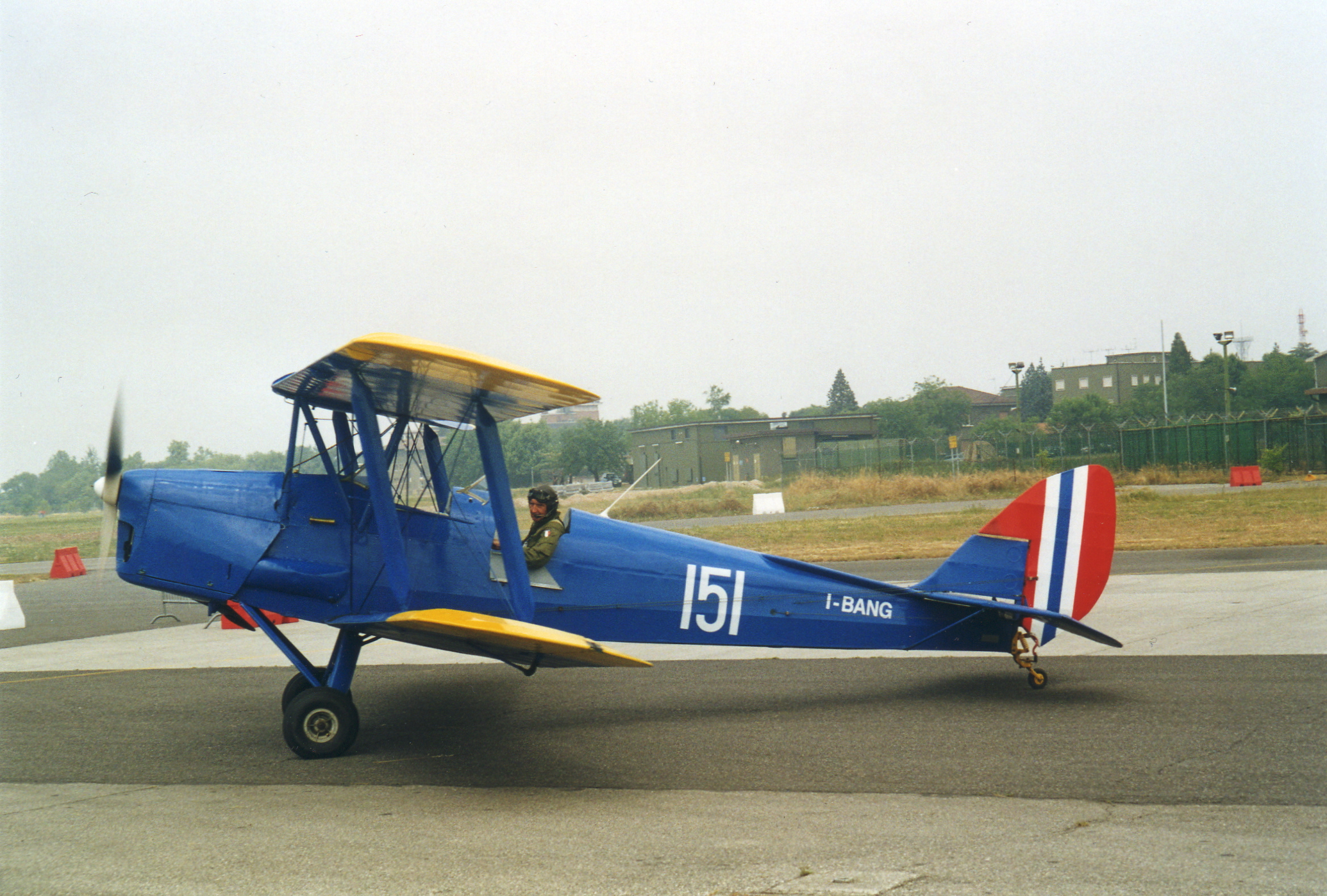
挪威空軍的虎蛾機

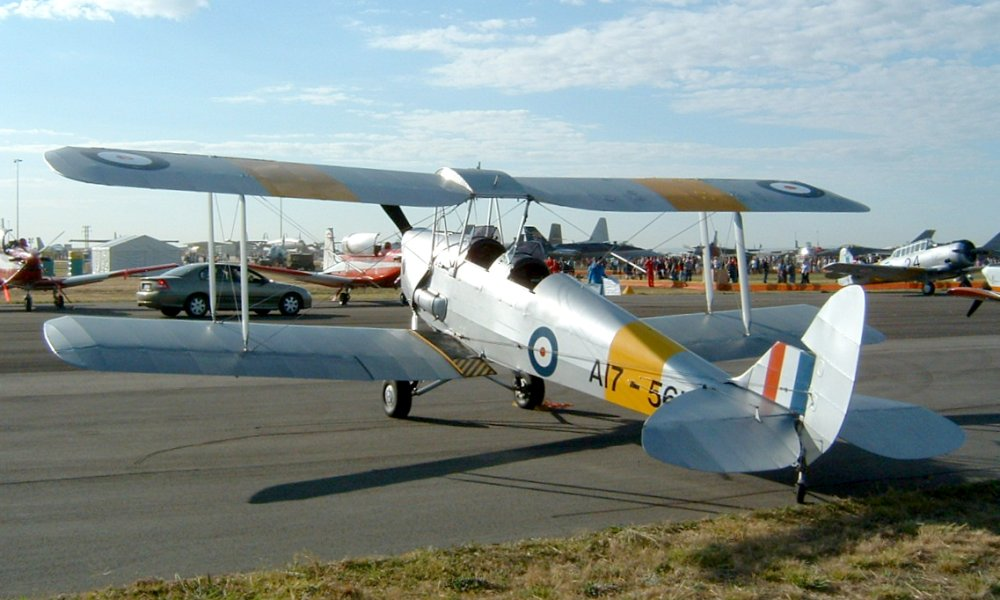
澳洲皇家空軍的虎蛾機

- 英国（生產國）
- 美国
- 以色列
- 印度
- 乌拉圭
- 埃及
- 荷蘭
- 加拿大
- 希腊
- 刚果民主共和国
- 瑞典
- 斯里蘭卡
- 泰國
- 捷克斯洛伐克
- 丹麦
- 新西兰
- 挪威
- 巴基斯坦
- 芬兰
- 巴西
- 法國
- 比利时
- 波蘭
- 葡萄牙
- 马来西亚
- 南斯拉夫
- 约旦
- 中華民國

## 流行文化

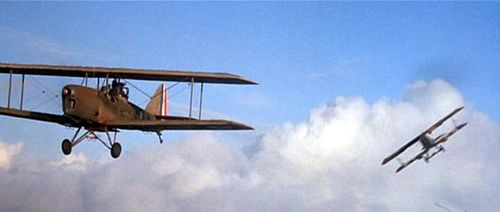
在電影「藍徽特攻隊」當中有由虎蛾機改裝的一戰雙翼軍用機的空戰場面

- 雖然當虎蛾機面世時第一次世界大戰早已結束，但很多以第一次世界大戰的空戰作為主題的電影都用虎蛾機改成當時的雙翼軍用機，例如於1966年上演的藍徽特攻隊

## 外部連結
- 廣東空軍使用的兩種教練機——虎蛾式及他夫耶式
- 英“虎蛾”教练机坠毁澳海域 诞生80年创无数传奇 （页面存档备份，存于）